# 60/70
«60/70»  — студійний альбом українського гурту «Кам'яний Гість», який було представлено 12 грудня 2012 року.

## Про альбом
«60/70» — некомерційний альбом гурту «Кам'яний Гість», у якому пісні світових рок-легенд 60-х та 70-х років виконуються українською мовою.

## Композиції
1. Під плач гітари моєї #1 (While My Guitar Gently Weeps - The Beatles)
2. Там вдалині (Far Far Away - Slade)
3. Люди дивні (People are Strange - The Doors)
4. Мерседес Бенц (Mercedes Benz - Janis Joplin)
5. Зафарбую чорним (Paint it, Black - The Rolling Stones)
6. Вітер десь носить (Blowin' in the Wind - Bob Dylan)
7. Леді в чорному (Lady in Black - Uriah Heep)
8. Ми знали (We Used to Know - Jethro Tull)
9. Храм короля (Temple of the King - Rainbow)
10. Ти скажи мені, друже… (Кам'яний гість)
11. Під плач гітари моєї #2  (While My Guitar Gently Weeps - The Beatles)

## Музиканти
- Вокал, акустична гітара - Юрій Верес
- Гітара, перкусія - Віктор Чернецький
- Барабани, перкусія - Сергій Спатарь
- Бас - Дмитро Бакрив
- Флейта - Сергій Робулець

## Автори композицій
- George Harrison (1, 11), The Beatles;
- Noddy Holder & Jim Lee (2), Slade;
- Jim Morrison (3), The Doors;
- Janis Joplin (4);
- Mick Jagger & Keith Richards (5), The Rolling Stones;
- Bob Dylan (6);
- Ken Hensley (7), Uriah Heep;
- Ian Anderson (8), Jethro Tull;
- Ritchie Blackmore & Ronnie James Dio (9), Rainbow;
- Юрій Верес - слова і музика (10), Кам'яний Гість;

Всі аранжування: гурт Кам'яний Гість;
Всі переклади: Юрій Верес.